# 山鹿市立山内小学校

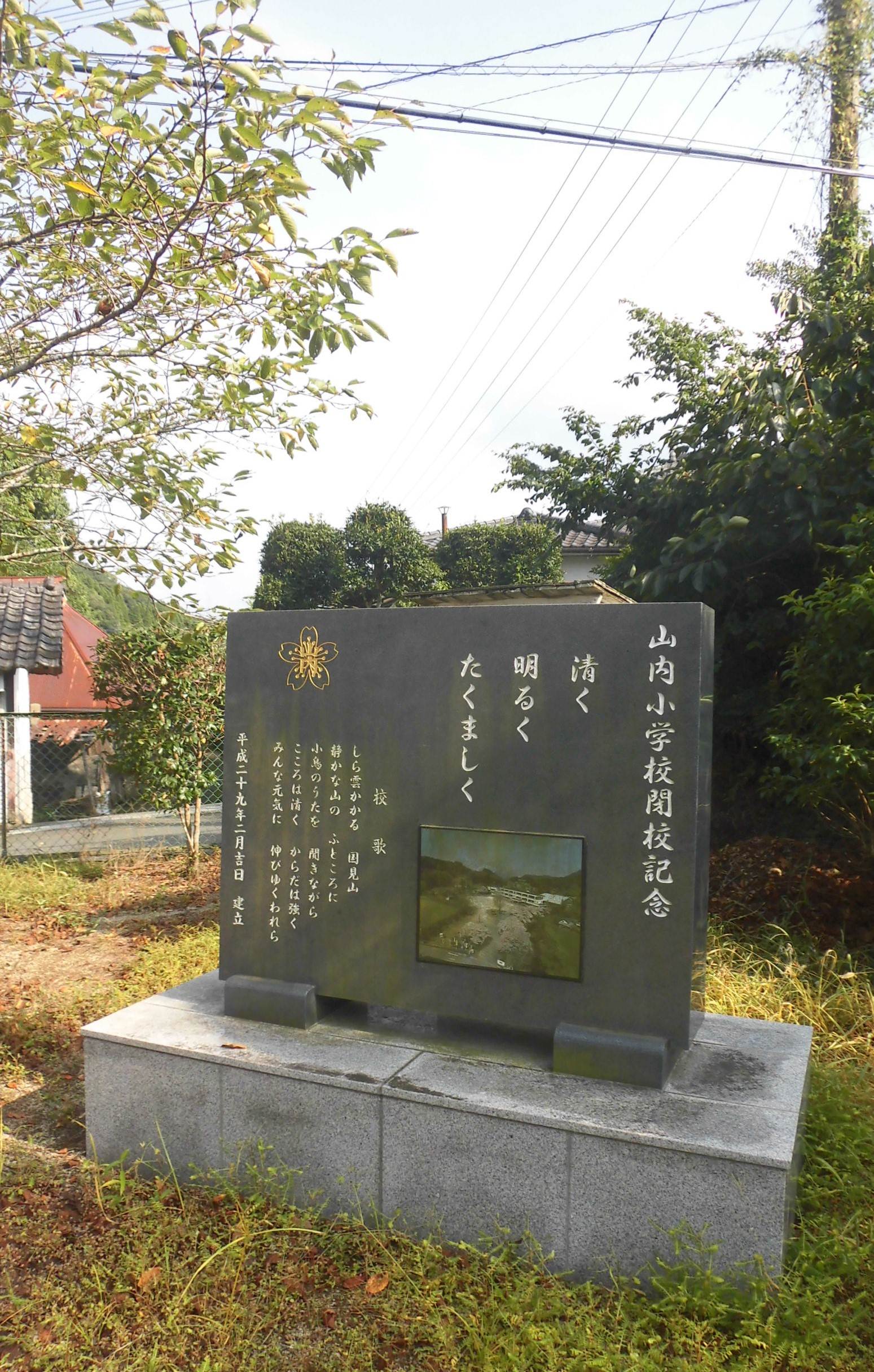
閉校記念碑

山鹿市立山内小学校（やまがしりつ やまうちしょうがっこう）は、かつて熊本県山鹿市鹿央町梅木谷にあった公立の小学校。
2017年（平成29年）3月末をもって閉校し、山鹿市立めのだけ小学校に統合された。

## 概要
歴史
1876年（明治9年）創立の小学校3校（大浦・梅木谷・仁王堂）が1888年（明治21年）に統合。2017年（平成29年）に市立小学校4校の統合により閉校し、141年の歴史に幕を閉じた。
校訓
「清く、明るく、たくましく」
校章
桜の花弁を背景にして、中央に校名の「山内」の文字（縦書き）を配している。
校歌
歌詞は3番まであり、3番の歌詞中に「山内」が登場する。

## 沿革
前史
- 1875年（明治8年） - 「大浦小学校」および「仁王堂小学校」の前身が創立。

本史
- 1876年（明治9年） - 学制に基づき「大浦小学校」・「梅木谷小学校」・「仁王堂小学校」の3校が開校[2]。
- 1888年（明治21年）- 上記の3校合併の上、「尋常山内小学校」となる。梅木谷に新校舎が完成。
- 1889年（明治22年）4月1日 - 町村制施行により、山本郡6村（梅木谷・北谷・仁王堂・下野・大浦・中浦）が合併の上、「山内村」が発足。
- 1892年（明治25年）- 「山内尋常小学校」（尋常科4年）に改称。
- 1896年（明治29年）4月1日 - 山鹿郡と山本郡が統合の上、「鹿本郡」が発足。
- 1901年（明治34年） - 高等科（2年制）を併置の上、「山内尋常高等小学校」（尋常科4年・高等科2年）と改称。
- 1908年（明治41年）4月 - 改正小学校令により、尋常科（義務教育年限）が4年制から6年制に改められる。これにより、旧高等科1年を尋常科5年に、旧高等科2年を尋常科6年に改め、「山内尋常小学校」（尋常科6年）と改称。
- 1910年（明治43年） - 高等科（2年制）を併置の上、「山内尋常高等小学校」（尋常科6年・高等科2年）と改称。
- 1941年（昭和16年）4月1日 - 国民学校令施行により、「山内村山内国民学校」と改称。尋常科を初等科に改める。
- 1947年（昭和22年）- 学制改革が行われる（六・三制の実施）。
  - 4月1日 - 国民学校初等科は、新制小学校「山内村立山内小学校」と改称。
  - 4月 - 国民学校高等科は青年学校普通科とともに、新制中学校「山内村立山内中学校」に改組・改称。小学校に併設される。
- 1949年（昭和24年）
  - 4月 - 併設の山内中学校が統合により、鹿本郡米野岳村外三ヶ村中学校組合立 米野岳中学校山内分校」になる。
  - 9月 - 中学校山内分校が廃止され、在校生は米野岳中学校本校へ通学することとなる。
- 1955年（昭和30年）7月1日 - 鹿本郡3村（米野岳・千田・山内）合併により、「鹿央村立山内小学校」と改称。
- 1965年（昭和40年）11月1日 - 町制施行により、「鹿央町立山内小学校」と改称。
- 2005年（平成17年）1月15日 - 山鹿市との合併により、「山鹿市立山内小学校」（最終名）と改称。
- 2017年（平成29年）
  - 2月26日 - 創立140周年記念式典および閉校式を挙行。
  - 3月31日 - 閉校。
  - 4月1日 - 山鹿市立小学校4校（米野岳・千田・山内・米田）の統合により、山鹿市立めのだけ小学校が開校。

## 交通アクセス
最寄りのバス停留所
- 九州産交バス 「梅木谷」停留所

最寄りの幹線道路
- 福岡県道・熊本県道3号大牟田植木線
- 熊本県道55号山鹿植木線
  - 校地のそばを九州縦貫自動車道（高速道路）が走っているが、校地の近くにインターチェンジはない。

## 周辺
- 肥後山内郵便局
- 梅木谷阿蘇神社
- 江田川